# Bismarck-Denkmal Rheydt

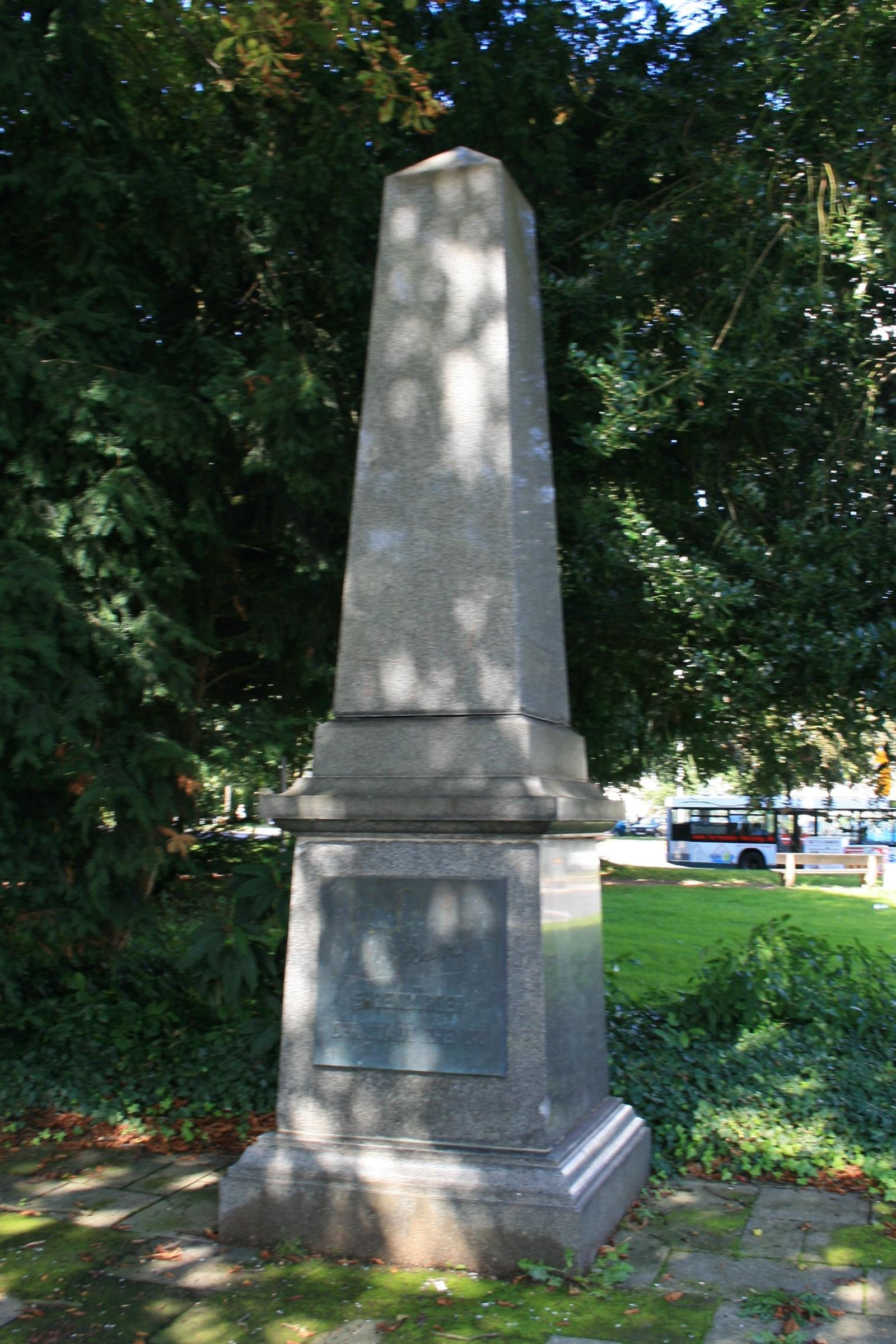
Bismarck-Denkmal (2010)

Das Bismarck-Denkmal steht im Stadtteil Rheydt in Mönchengladbach (Nordrhein-Westfalen), im Bereich Vierhausstraße/Odenkirchener Straße/Moses-Stern-Straße.
Das Bauwerk wurde Ende des 19. Jahrhunderts erbaut und unter Nr. V 026 am 11. November 2005 in die Denkmalliste der Stadt Mönchengladbach eingetragen.

## Lage
Das Bismarck-Denkmal steht unter großen Bäumen in einer Grünanlage nördlich der Vierhaus Straße, südlich der Moses-Stern-Straße und westlich der Odenkirchener Straße. 

## Architektur
Der Obelisk über mehrfach gestuftem Sockel und Unterbau ist gehauen aus dunklem magmatischem Gestein und hat eine polierte Oberfläche. Der Unterbau trug ursprünglich in einem Medaillon das heute verlorene Porträt des Reichskanzlers Otto von Bismarck. Über einem umlaufenden Gesims schließt der monolithische Obelisk an. Eine vermutlich nachträglich angebrachte Bronzeplatte mit dem Namenszug des Reichskanzlers und der Inschrift "Ehrenbürger von Rheydt" blieb erhalten. Das Objekt ist aus lokalhistorischen Gründen als Baudenkmal schützenswert. 